# Алек Џефриз
Алек Џон Џефриз (енгл. Alec John Jeffreys; Лутон, 9. јануар 1950) је британски генетичар, који је развио методе за ДНК идентификацију и ДНК профил.
Џефризови ДНК методи су први пут коришћени у регионалном тестирању како би се идентификовао сексуални напасник и убица двеју девојчица из Нарбороа 1983. Колин Пичфорк је идентификован путем ДНК тестирања и осуђен за силовање и убиства након што је пронађена веза између његовог ДНК узорка и ДНК нађеног на телима двеју девојчица.